# Astrágalo de Caistor
El astrágalo de Caistor o Caistor-by-Norwich es un hueso astrágalo de corzo encontrado en Norfolk (Reino Unido) que lleva una inscripción rúnica en caracteres del futhark antiguo, datada en el siglo V. La inscripción puede transcribirse como raïhan (corzo). Ésta es la inscripción rúnica más antigua encontrada en Inglaterra, y es anterior a la evolución del alfabeto anglo-frisón, futhorc, por lo que pudiera ser una importación escandinava. 
Es un importante registro histórico de la runa ihwaz y la representación del diptongo protogermánico *ai.